# Adriano Marinetti
Adriano Angelo Antonio Marinetti (Verona, 30 settembre 1875 – Roma, 25 ottobre 1954) è stato un militare e politico italiano.